# Ditassa xeroneura
Ditassa xeroneura är en oleanderväxtart som beskrevs av Rudolf Schlechter. Ditassa xeroneura ingår i släktet Ditassa och familjen oleanderväxter. Inga underarter finns listade i Catalogue of Life.